# Peter O.B. Treschow
Peter Olof Bröndsted Treschow, född 21 januari 1843 i Larvik i Norge, död 1 december 1881 på Tidö slott, var en norsk-svensk godsägare och kammarherre.

## Biografi
Peter O.B. Treschow föddes i Larvik i Norge som andra son till Michael Treschow och Frederikke Koës Bröndsted. Fadern var ägare av Fritzøe verk, som inkluderade Norges då största järnverk samt väldiga skogsegendomar. Utöver Fritzøe skulle Michael Treschow komma att äga Karsholm i Skåne, Sannarp i Halland, Lyngebaeksgaard på Själland samt det Treschowska palatset i Köpenhamn.

### Äktenskap
Peter Treschow gifte sig 1871 med Sophie Johanna Gripenstedt från Nynäs slott i Sörmland. 1873 flyttade de till Sverige där han för sitt fadersarv köpte Tidö slott med Askö gård i Västmanland. Han blev svensk kammarherre och dog redan 1881. Änkan sålde då Tidö till familjen von Schinkel och istället köptes Målhammar utanför Enköping. Målhammar var kvar i släkten Treschows ägo till det såldes 2011.

### Barn
Äldste sonen August Treschow tog över Målhammar medan den yngre sonen Fritz Michael Treschow (1879–1971) 1904 efterträdde sin barnlöse farbror Frederik "Fritz" Wilhelm Treschow (1841–1903) som ägare av Fritzøehus med egendomar i Norge. Förutom sönerna hade Peter O.B. Treschow två döttrar. Ewa, gift med överste Fredrik Löwenborg och Palaemona, gift med friherre Johan Mannerheim till Grensholm.

### Bror och brorson
Peter O.B. Treschows yngre bror Michael Aagard Treschow flyttade även han till Sverige 1874. Han bosatte sig på Sannarp i Halland som fadern hade förvärvat ett par år tidigare. Sonen Niels Treschow ökade jordinnehavet genom att 1907 förvärva det närliggande godset Hjuleberg. Dessa gårdar är fortsatt i familjen Treschows ägo.